# It's All Over Now, Baby Blue
It's All Over Now, Baby Blue è un brano musicale scritto ed eseguito dal cantautore statunitense Bob Dylan, incluso nel suo album Bringing It All Back Home del 1965. La canzone venne originariamente registrata il 15 gennaio 1965 con Dylan alla chitarra acustica e all'armonica a bocca e William E. Lee al basso come unica strumentazione. Il testo del brano presenta forti influenze dalla poesia simbolista. Nel corso degli anni ci sono state molte speculazioni sulla presunta identità di "Baby Blue", tra i nomi suggeriti: Joan Baez, David Blue, Paul Clayton, il pubblico folk di Dylan, e persino Dylan stesso.
It's All Over Now, Baby Blue è stata reinterpretata da svariati artisti, inclusi Joan Baez, The Seldom Scene, Them, The Byrds, The Animals, The Chocolate Watchband, Graham Bonnet, Judy Collins, Joni Mitchell, Richie Havens, Marianne Faithfull, Falco, The 13th Floor Elevators, Grateful Dead, Link Wray, Hugh Masekela, e Bad Religion. La versione dei Them, pubblicata nel 1966, influenzò molti gruppi garage durante la fine degli anni sessanta e successivamente Beck inserì un campionamento tratto da questa versione nel suo singolo del 1996 Jack-Ass. I Byrds registrarono il brano due volte nel 1965 come possibile seguito dei fortunati 45 giri Mr. Tambourine Man e All I Really Want to Do (entrambe cover di Bob Dylan), ma l'idea venne poi scartata. I Byrds pubblicarono una loro seguente registrazione del brano nel 1969 all'interno dell'album Ballad of Easy Rider.

## Il brano

### Composizione e registrazione
Bob Dylan scrisse It's All Over Now, Baby Blue presumibilmente nel gennaio 1965. Il nastro master della traccia fu inciso durante le sessioni in studio per Bringing It All Back Home il 15 gennaio 1965 con la produzione di Tom Wilson. La traccia venne registrata nello stesso giorno di altre tre canzoni poi finite sul disco: Mr. Tambourine Man, Gates of Eden e It's Alright, Ma (I'm Only Bleeding). Tuttavia, Dylan rodò dal vivo diverse volte le canzoni in modo da poterle poi rifinire in studio. Per It's All Over Now, Baby Blue, Dylan volle registrare la canzone prima di stancarsene. Incise una versione acustica della canzone il 13 gennaio 1965 (pubblicata nel 2005 sulla compilation The Bootleg Series Vol. 7: No Direction Home: The Soundtrack) ed una versione semi-elettrica il 14 gennaio.
Nella canzone dell'album Dylan canta, si accompagna alla chitarra acustica e all'armonica a bocca, con William E. Lee al basso.
Come in altre canzoni del Dylan del periodo, per esempio Chimes of Freedom e Mr. Tambourine Man, il testo di It's All Over Now, Baby Blue riflette la forte influenza di poeti simbolisti come Arthur Rimbaud. Versi come: «take what you have gathered from coincidence» mostrano tracce della filosofia I Ching circa il vero significato delle coincidenze nella vita di ciascuno. Dylan, in una intervista successiva diede la sua versione della composizione del brano: «Avevo questa canzone che mi girava in testa da lungo tempo e ricordo che mentre la stavo scrivendo, mi venne in mente una canzone di Gene Vincent. Era sempre stata una delle mie preferite, Baby Blue... "When first I met my baby/she said how do you do/she looked into my eyes and said/my name is Baby Blue". Era una di quelle canzoni che cantavo a scuola. Naturalmente, io parlavo di una "Baby Blue" differente».

### Identità di "Baby Blue"
I due precedenti album di Dylan, The Times They Are A-Changin' e Another Side of Bob Dylan si erano entrambi conclusi con una canzone di commiato, Restless Farewell e It Ain't Me Babe rispettivamente. It's All Over Now, Baby Blue conclude Bringing It All Back Home con un tono similare. Sin da subito furono fatte molte speculazioni su chi o cosa fosse la "Baby Blue" alla quale Dylan diceva addio. Anche se Dylan stesso non chiarì mai la faccenda, gli appassionati dylanologi indicarono molti possibili soggetti come veri destinatari della canzone. I nomi più citati sono Joan Baez, con la quale Dylan aveva una relazione all'epoca, il cantante David Blue, amico di Dylan sin dai tempi del Greenwich Village, il folksinger dagli occhi azzurri Paul Clayton, o il pubblico stesso del primo Dylan acustico, che si sentiva tradito dal suo cambio stilistico. Il brano venne composto nel periodo nel quale l'artista aveva abbandonato la scena folk e il movimento di protesta per passare al rock. La scelta di Dylan di eseguire It's All Over Now, Baby Blue come suo ultimo brano acustico al Newport Folk Festival del 1965, dopo i fischi ricevuti per l'esibizione "elettrica" della prima parte di concerto, viene spesso portata come supporto a questa ipotesi.

### Influenza e riconoscimenti
In aggiunta alla sua inclusione nell'album Bringing It All Back Home, It's All Over Now, Baby Blue è stata inoltre inserita nelle raccolte Bob Dylan's Greatest Hits Vol. II, The Essential Bob Dylan, Dylan e nella versione inglese di Bob Dylan's Greatest Hits. Dylan suonò il brano per Donovan nella sua stanza d'hotel durante il tour britannico del maggio 1965. L'esecuzione si può visionare in una famosa scena del documentario Dont Look Back di D. A. Pennebaker. Una versione della canzone è stata inclusa nella colonna sonora del documentario di Martin Scorsese No Direction Home. Una versione del vivo del brano proveniente dal celebre concerto di Dylan a Manchester del 17 maggio 1966, venne pubblicata nel 1985 nel box set Biograph e successivamente, insieme al concerto integrale, in The Bootleg Series Vol. 4: Bob Dylan Live 1966, The "Royal Albert Hall" Concert. Un'altra versione live, registrata durante la tournée Rolling Thunder Revue del 1975, è stata inclusa nell'album The Bootleg Series Vol. 5: Bob Dylan Live 1975, The Rolling Thunder Revue.
In un sondaggio del 2005 dei lettori della rivista Mojo, It's All Over Now, Baby Blue è stata inserita alla posizione numero 10 nella classifica delle 100 migliori canzoni di Bob Dylan. Nel 2002, la rivista Uncut l'aveva posizionata undicesima in una classifica simile.

## Cover

### Cover dei Them
I Them (con in organico Van Morrison) registrarono una cover di It's All Over Now, Baby Blue che venne inclusa nell'album Them Again, pubblicato nel gennaio 1966 in Gran Bretagna e nell'aprile 1966 negli Stati Uniti. La traccia venne successivamente pubblicata su 45 giri (lato B I'm Gonna Dress in Black) in Olanda nell'ottobre 1966 ma non riuscì ad entrare in classifica. Ripubblicata in Germania nel dicembre 1973 con Bad or Good sulla B-side, la canzone divenne un successo raggiungendo la posizione numero 13 in classifica.
L'interpretazione dei Them, con Van Morrison alla voce, divenne fonte di ispirazione nel periodo 1966-1967, per numerosi gruppi garage rock, inclusi The Chocolate Watchband e The West Coast Pop Art Experimental Band, che incisero versioni del brano fortemente indebitate con la cover dei Them.

### Cover dei Byrds
I The Byrds pubblicarono la loro versione di It's All Over Now, Baby Blue il 29 ottobre 1969 nell'album Ballad of Easy Rider. La canzone apparve come B-side del singolo Jesus Is Just Alright del dicembre 1969, che raggiunse la posizione numero 97 nella classifica Billboard Hot 100. I Byrds avevano precedentemente cercato di registrare la canzone in due separate occasioni, quattro anni prima circa, durante le sessioni in studio per il loro secondo album Turn! Turn! Turn!
I Byrds inizialmente avrebbero voluto pubblicare la loro versione di It's All Over Now, Baby Blue su singolo nel 1965. La band tentò una prima volta di incidere la canzone il 28 giugno 1965 in uno stile garage rock irriverente. Questa versione fu però ritenuta insoddisfacente e rimase inedita per 22 anni, fino alla sua inclusione nell'album Never Before nel 1987. La registrazione del 28 giugno 1965 è stata inoltre inclusa nell'edizione estesa del 1996 di Turn! Turn! Turn! e nei cofanetti The Byrds e There Is a Season.
Il gruppo effettuò un secondo tentativo durante l'agosto del '65. Tuttavia, i Byrds abbandonarono presto l'idea di far uscire It's All Over Now, Baby Blue come loro terzo singolo. La versione dei Byrds dell'agosto 1965 di It's All Over Now, Baby Blue è rimasta inedita.
Il chitarrista e leader della band, Roger McGuinn, tornò a lavorare alla canzone il 22 luglio 1969 durante le sedute in studio per l'album Ballad of Easy Rider. McGuinn decise di rallentare il tempo della canzone e scrisse un arrangiamento completamente differente rispetto alla versione più scanzonata del '65. Oltre che apparire in Ballad of Easy Rider, questa versione è stata inclusa nelle raccolte The Byrds Play Dylan e The Very Best of the Byrds.

### Altre cover
Molti sono stati negli anni gli artisti che hanno reinterpretato la canzone. Joan Baez, a volte indicata come il soggetto della canzone stessa, la reinterpretò nel suo album del 1965 Farewell, Angelina.
Altri che hanno inciso It's All Over Now, Baby Blue includono: Dion DiMucci, The Country Gentlemen, Judy Collins, Joni Mitchell, Marianne Faithfull, Bryan Ferry, Manfred Mann's Earth Band, Echo & the Bunnymen, Falco, The Seldom Scene, Jon Fratelli, Grateful Dead, The West Coast Pop Art Experimental Band, The Chocolate Watchband, Richie Havens, Steve Howe, The 13th Floor Elevators, Hole, Graham Bonnet e Chris Farlowe. Gal Costa ne registrò una versione in portoghese con il titolo Negro Amor per il suo album del 1977 Caras e Bocas. Link Wray reinterpretò la canzone sul suo album Bullshot.
George Harrison, grande amico di Dylan, che suonò insieme a lui nei Traveling Wilburys negli anni ottanta, non registrò mai una cover della canzone, ma vi fece riferimento nel suo singolo del 1987 When We Was Fab. Una frase del testo recita infatti: «But it's all over now, baby blue».
La reinterpretazione del brano ad opera della Chocolate Watchband è inclusa nel documentario Tarnation.
Gli Animals registrarono una versione della canzone per il loro disco del 1977 Before We Were So Rudely Interrupted.
Anche se non propriamente una cover in senso stretto, la rock band Nine Days incluse un campionamento di Dylan che canta due versi di It's All Over Now, Baby Blue nella loro canzone Bob Dylan sull'album The Madding Crowd.
Nel 2011 i Bad Religion registrarono una reinterpretazione in stile punk rock del brano per la compilation di beneficenza Chimes of Freedom: Songs of Bob Dylan Honoring 50 Years of Amnesty International del 2012.

## Curiosità
- La canzone è stata fonte di ispirazione per il racconto Where Are You Going, Where Have You Been? di Joyce Carol Oates, tanto che l'autrice dedicò lo scritto a Dylan.[39]
- Un estratto del primo verso della canzone è stato utilizzato nel romanzo del 1995 Yonder Stands Your Orphan di Barry Hannah.[40]
- Il film documentario Dont Look Back, che ritrae Bob Dylan durante il tour britannico del 1966, mostra una scena nella quale in una stanza d'albergo trasformata in bivacco alcolico, nasce una sfida musicale che passerà alla storia. Il timido ed educato Donovan, indicato come il "Dylan inglese" dai giornali dell'epoca, esegue To Sing for You la cui dolce melodia ricorda molto lo stile delle prime canzoni del rivale. Dylan, trincerato dietro i suoi occhiali da sole, lo ascolta muovendo la gamba fuori tempo. Poi, con fare sornione e di sfida, gli chiede la chitarra ed esegue una splendida versione di It's All Over Now, Baby Blue. A sentirla, Donovan rimane di sasso.[41]